# Bulnesia carrapo
Bulnesia carrapo es una especie de planta Magnoliopsida de la familia Zygophyllaceae. Es endémica de Colombia.

## Fuente
- Calderon, E. 1998.  Bulnesia carrapo.   2006 IUCN Red List of Threatened Species.   Bajado el 20-08-07.